# Mabank
Mabank is een plaats (town) in de Amerikaanse staat Texas, en valt bestuurlijk gezien onder Henderson County en Kaufman County.

## Demografie
Bij de volkstelling in 2000 werd het aantal inwoners vastgesteld op 2151.
In 2006 is het aantal inwoners door het United States Census Bureau geschat op 2821, een stijging van 670 (31.1%).

## Geografie
Volgens het United States Census Bureau beslaat de plaats een oppervlakte van
7,8 km², waarvan 7,7 km² land en 0,1 km² water. Mabank ligt op ongeveer 112 m boven zeeniveau.

## Plaatsen in de nabije omgeving
De onderstaande figuur toont nabijgelegen plaatsen in een straal van 12 km rond Mabank.